# دانیل چیلینگورث
دانیل چیلینگورث (انگلیسی: Daniel Chillingworth؛ زادهٔ ۱۳ سپتامبر ۱۹۸۱) بازیکن فوتبال اهل بریتانیا است.
از باشگاه‌هایی که در آن بازی کرده‌است می‌توان به باشگاه فوتبال کمبریج یونایتد، باشگاه فوتبال سنت نئوتز تاون، باشگاه فوتبال دارلینگتون، باشگاه فوتبال سنت آلبنز سیتی، باشگاه فوتبال نوتس کانتی، و باشگاه فوتبال لیتون اورینت اشاره کرد.